# 창녕 동산서당 소장 광산노씨 세보
창녕 동산서당 소장 광산노씨 세보(昌寧東山書堂所藏光山盧氏世譜)는 대한민국 경상남도 창녕군 이방면 동산리, 동산서당에 있는 광산노씨 세보이다. 2005년 1월 13일 경상남도의 문화재자료 제367호로 지정되었다.

## 개요
『광주노씨세보(光州盧氏世譜)』는 조선후기 선남후녀로 기록방식이 바뀌기 전의 모습을 잘 보여주고 있으며, 족보로서의 객관적 진실성을 담보하고 있다. 처계(妻系)나 외계(外系) 및 외손(外孫)에 대한 기록의 정밀성 등은 혈연의 계보를 정확하게 기록하려는 전형이라 할 만하며 이 책은 초간본이면서 희귀하여 보존할 가치가 있다.

## 참고 자료
- 창녕동산서당소장광산노씨세보 - 국가유산청 국가유산포털